# Eliurus antsingy
Eliurus antsingy é uma espécie de roedor da família Nesomyidae.
É endêmica do oeste e norte de Madagascar.